# Spirou.Z

Spirou.Z est un supplément numérique du journal Spirou lancé en avril 2013 à l'occasion des soixante-quinze ans de l'hebdomadaire. Il s'agit d'un journal mensuel, à mi-chemin entre la bande dessinée et l'animation, disponible sur tablettes tactiles.

## Sources
- Les 75 ans de Spirou – Lancement du journal numérique « Spirou.Z » et inauguration de l’expo au CBBD
- « Un nouveau Spirou encore plus moderne pour ses 75 ans », 24 avril 2013.